# Memetechno
Memetechno, wankertechno, troeprave of troll-'n-bass is een elektronische-muziekstijl die in 2022 in Nederland is ontstaan. Het genre combineert harde techno en drum-'n-bass met het anti-establishmentgedachtegoed van punk, een DIY-mentaliteit en grappige liedteksten. De producers die de muziek maken, werken doorgaans anoniem.

## Populariteit
Het genre wist al snel populair te worden. Nummers van producers als Gladde Paling, Natte Visstick en Vieze Asbak werden miljoenen malen gestreamd en belandden in de Spotify Top 50. Een voorbeeld van een memetechno-nummer is Visstick gooi die kanker kick, welke zelfs genoteerd stond in de Single Top 100 en in de Tipparade van de Top 40. In september 2022 ontstond er ophef onder liefhebbers nadat uitgever Cloud9 een e-mail stuurde naar aangesloten producers waarin werd opgeroepen om op de populariteit in te springen. In de e-mail werd opgeroepen om anoniem te werken, de naam van de uitgever niet te vermelden en er werden voorstellen voor artiestennamen gedaan.

## Stijl
Memetechno is harde, snelle techno met een bpm tussen 140-150. Er worden samples gebruikt van uiteenlopende media, van reclamespots tot memes.